# خزان (صناعة)

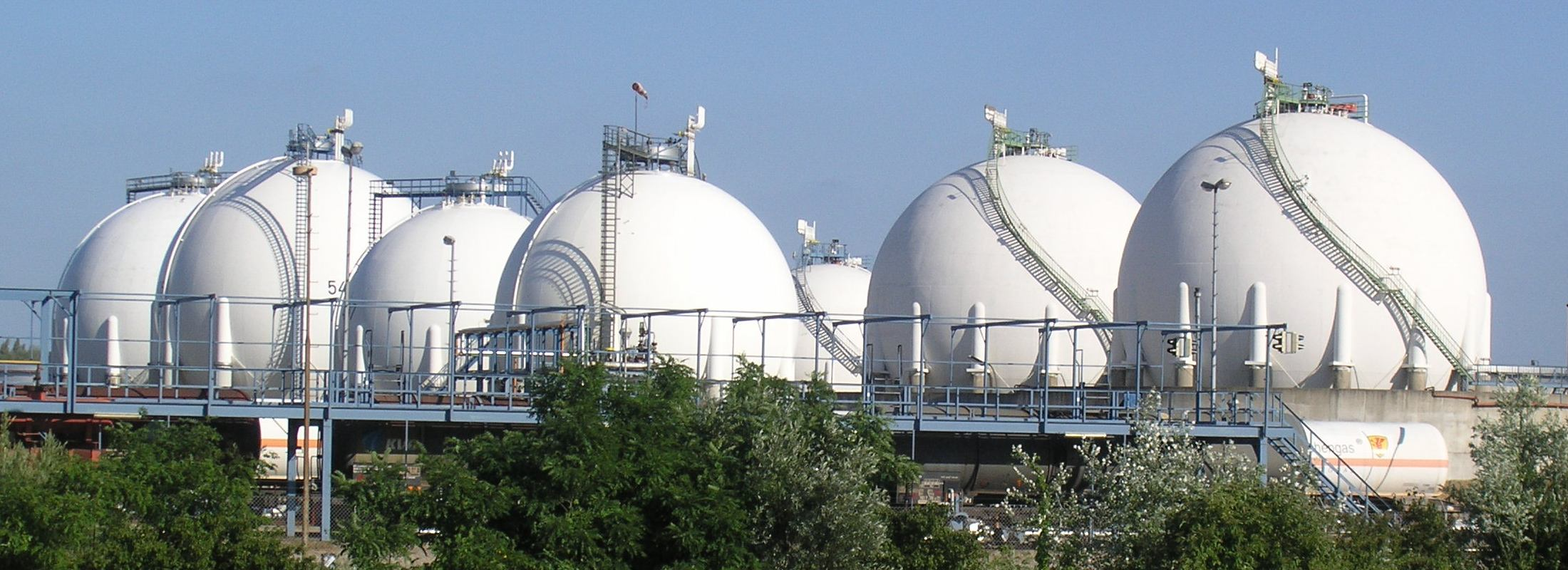
خزانات تحوي غازات مضغوطة ولذا صممت لتكون كروية الهيئة كي تتحمل توترات تؤثر بشكل شبه متساوي في جميع الاتجاهات. الصورة من مصفاة نفط كارلسروه ألمانيا.

الخزان (الجمع: خَزَّانَات) هي منشأة فنية أو حاوية مخصصة لتخزين الموائع، من سوائل وغازات، الخزان يمكن أن يرتكز مباشرة على الأرض أو يمكن أن يكون جزئيا أو كليا على الأرض، ويمكن أن يكون أيضا مرفوعاً على برج بواسطة حائط أو اعمدة.

## المتطلبات التقنية في بناء خزان
خزان جيد يجب أن يراعي الشروط التالية:
1. المقاومة: الخزان يجب أن يكون متوازن عند خضوعه لأنواع مختلفة من القوى.
2. الكتامة: يجب أن يصنع من اجل سائل ذو حجم مغلق دون تسرب، يجب أن يكون كتيما أي دون تشقق.
3. مدة عمل الخزان: الخزان يجب أن يصمد مع الوقت معناه انمادة الخرسانة يجب أن تحفظ بخصائصها الابتدائية بعد الاتصال الدائم مع السائل المخصص للاحتواء.

العوامل المأخوذة بعين الاعتبار:
- الوزن الذاتي للخزان.
- الحمولة.
- التغير في درجة الحرارة.
- حمولات التشغيل.
- تأثير انسحاب المياه.
- تأثير التشوه البطيء (يصيب المعادن مع مرور الزمن).
- الافعال المناخية (الثلوج، الرياح).
- تأثير الزلازل.

## تصنيف الخزانات
يمكن تصنيف الخزانات حسب:

### وضعية الخزان بالنسبة للارض

#### ّّموضووعة على الأرض
الأساس على شكل حصيرة وهى بلاطة سميكة مصممة من 5الي 10سم.

#### خزان ارضي أو شبه ارضي دائري أو مستطيل

##### خزان ارضي أو شبه ارضي مستطيل
يوافق الخزانات ذات قدرة عالية أكبر من 10000متر مكعب
عدة طوابق ممكنة، المستويات العليا تزود بواسطة المضخات تكون مصنوعة بالخرسانة المسلحة العادية أو المسبقة الإجهاد، الغطاء يكون محمي بالتربة أو بالرمل بارتفاع
المدخل مع سلم النزول من اجل المعاينة
التقسيم المناسب يكون مهيئ بطريقة لتفادي دخول الحيوانات الصغيرة أو الحشرات، كل الالات ممجهزة في غرفة العامل.

##### خزان ارضي أو شبه ارضي دائري
المقطع الدائري عموما يوافق الخزانات ذات قدرة اقل من 10000م
تنضيم مجموعة الينابيع يبقى نفسه كما في الخزان المستطيل.
هذه الخزانات تنجز عادة بالخرسانة المسلحة العادية أو الخرسانة مسبقة الإجهاد حسب أهميتها.
الحوض يرتكز على حصيرة مثبة فوق خرسانة النظافة بارتفاع10سم

#### خزان مرفوع
ارتفاع هذه الخزانات بين التربة والحصيرة متغير، ارتفاعات البرج تزيد
عن 50سم بدون استثناء.
خرسانة الحوض تكون أحيانا مسبقة الإجهاد، القدرات الشائعة بين (50و6000) متر مكعب،ارتفاع الماء يمكن ان يصل إلى 7او 8م
الخزان المرفوع يتطلب هندسة خاصة بالموقع، لا يجب أن يتلف المحيط، وان يدرج ضمن المشاهدالحضرية
من اجل صيانة الماء ضد تغيرات درجة الحرارة نستطيع رفع طبقة الرمل إلى ارتفاع 20سم وجدران الحوض
تكون أحيانا مضاعفة بأجور مجوف مع ذلكهذا الشرط لا يكون فعالا عند الاستعمال.

## اختيار نوع الخزان
الخزان الأرضى وشبه الأرضي والمرفوع مقارنة بالأخرى لها الامتيازات التالية:
- اقتصاد مصاريف البناء
- دراسة هندسية مبسطة واقل تعرضا للنقد.
- كتامة سهلة التحقيق.
- الحفظ في درجة حرارة ثابتة للماء.

## مبادئ البناء
- الخزان يجب أن يبنى بمواد ثابتة.
- يجب أن يكون مغطى بعيدا عن التلوث،المياه الجوفية، تسربات الأمطار والغبار.
- يجب أن يكون مهوى ويبقى بعيدا عن البرودة والحرارة.

## خزان مياه الشرب
الاحتياطات المأخوذة
- يجب أن تصنع خزانات مياه الشرب من مواد غير قابلة للصدأ أو التاكل، وأنلا تؤثر في الخواص الطبيعية أو الكيميائية للمياه، وأن لاتحدث أيتغير في لون أو طعم أو رائحة المياه، وأن لاتتأثر بالحرارة أو الرطوبة أن تكون غير منفذة للضوءوليس لهاأي تأثير ضار بصحة الإنسان.
- يجب أن تزود الخزانات بفتحات للتنظيف بمقياس مناسب وذات قابلية للغلق محكم ومن نوع المخصص لخزانات المياه (ELDUOD SAEL)، وأن تكون هذه الفتحات بسعة تكفي لدخول شخص لاجراء النظافة الدورية داخل الخزان، وأن يكون موقعها في منطقة نظيفة وبعيدة عن الحركة اليوية المباشرة وعن مصادر التلوث وأن تكون مرتفعة عن منسوب الأرضية.
- يجب أن تزود الخزانات بفتحات لملئ الماء والتوزيع وتصريف مياه الغسيل والتهوية بمقاسات مناسبة لحجم الخزان ويراعي ان تكون فتوحات التوزيع على ارتفاع لايقل عن 60سم من منسوب قاع الخزان وفتحات تصريف مياه الغسيل داخل قاع الخزان وفتحات ماء الخزان والتهوية في الجزء العلوي من الخزان، وأن تكون هذه الفتحات مزودة بمحابس للتحكم والاغلاق، وأن تكون ماسورة التهوية مصممة بطريقة تمنع دخول أي مواد أو حشرات تلوث الخزان، وأن تكون جميع هذه الفتحات والتوصيلات مصنوعة من مواد غير قابلة للصدأ وليس لها أي تاثيرات ضارة على صحة الإنسان.
- يجب أن يتم وضع الخزان في أماكن نظيفة وبعيدة عن أي مصدر للتلوث، وأن يرفع على قوائم بمسافة لاتقل عن 20سم من الأرضية، وأن يراعي تثبيت الخزان بطريقة لا تؤ ثر على طبقات العزم للأسطح ويفضل أن يوضع الخزان في مكان مضلل وأن لا يظهر الخزان بطريقة تشوه أو تعيق الحركة عتى السطح.
- يجب أن يتم تنظيف خزانات المياه مرة كل ستة أشهر على الأقل مع مراعاة أن لا تحتوي المواد المستخدمة في التنظيف على مواد سامة أو ضارة بالصحة العامة ويجب الالتزام التم بالشروط الصحية في عملية التنظيف.
- يراعي ان يتم اختيار مواقع خزانات المياه الأرضية بحيث تكون بعيدة ما أمكن من خطوط الصرف الصحي وغرف التفتيش وخزانات التحلل والحفر والامتصاصية، وفي جميع الأحوال لا يصرح بوضع خطوط الصرف الصحي فوق أو بجانب خزانات المياه في حال وجود الخزانات أسفل منسوب سطح الأرض.
- في خزانات المياه المصنوعة المسلحة يجب مراعاة كافة اشتراطات العزل المائي، وذلك منع تسرب أي مياه يمكن ان يكون لهاتاثير صار على المبنى.
- يتم حساب سعة خزانات المياه بناء على الاحتياطات الفعلية لاستخدام المبنى، بحيث لاتقل سعة الخزان عن 12متر مكعب للمبنى المكون من وحدتين، وتزداد حسب حجم المبنى.
- يجب عمل هبوط صغير في الخزانات الأرضية بمقياس 50سم*50سم وعمق 25سم أسفل ماسورة سحب المياه من الخزان.
- يجب طلاء أرضية وجدران الخزان بمادة مانعة لتكون الطحالب، ويراعي أن تكون غير سامة.
- يجب أن يعلو قاع الخزان العلوي عن سطح المبنى بمسافة كافية لضمان كفاية ضغط المياه المناسبة للاستخدام.
- يحق للمفتش الصحي الدخول إلى أي مبنى لاجراء التفتيش على خزانات المياه للتاكد من مطابقتها للشروط الصحية والفنية.